# 에어 이탈리의 운항 노선
2018년 12월 기준으로 에어 이탈리아는 다음의 노선을 운항 중이다.

## 운항 노선

### 아프리카

#### 서아프리카
- 가나
  - 아크라 - 코토카 국제공항
- 나이지리아
  - 라고스 - 무르탈라 모하메드 국제공항
- 세네갈
  - 다카르 - 블레즈 디아뉴 국제공항

#### 북아프리카
- 이집트
  - 카이로 - 카이로 국제공항
  - 샤름엘셰이크 - 샤름엘셰이크 국제공항

### 유럽

#### 서유럽
- 영국
  - 런던 - 런던 개트윅 국제공항 계절편

#### 남유럽
- 이탈리아
  - 로마 - 레오나르도 다 빈치 국제공항
  - 나폴리 - 나폴리 국제공항
  - 라메지아테르메 - 라메지아테르메 국제공항
  - 밀라노
    - 말펜사 리나테 공항
    - 밀라노 말펜사 국제공항 허브

  - 베니스 - 베니스 마르코 폴로 국제공항 계절편
  - 베로나 - 베로나 빌라프란카 공항 계절편
  - 베르가모 - 올리오 알 세리오 국제공항 계절편
  - 볼로냐 - 볼로냐 굴리엘모 마르코니 국제공항
  - 올비아 - 올비아 코스타 스메랄다 공항 포커스 시티
  - 카타니아 - 카타니아 폰타나로사 공항
  - 칼리아리 - 칼리아리 엘마스 공항
  - 튜린 - 튜린 공항 계절편
  - 팔레르모 - 팔코네 보르셀리노 공항

### 아메리카

#### 북아메리카
- 미국
  - 뉴욕 - 존 F. 케네디 국제공항
  - 로스앤젤레스 - 로스앤젤레스 국제공항
  - 마이애미 - 마이애미 국제공항
  - 샌프란시스코 - 샌프란시스코 국제공항
- 캐나다
  - 토론토 - 토론토 피어슨 국제공항 - (2019년 5월 6일 신규취항)

## 단항 노선

### 아시아

#### 동남아시아
- 태국
  - 방콕 - 수완나품 국제공항

#### 남아시아
- 인도
  - 델리 - 인디라 간디 국제공항
  - 뭄바이 - 차트라파티 시바지 국제공항

### 아프리카

#### 동아프리카
- 케냐
  - 몸바사 - 모이 국제공항
- 탄자니아
  - 잔지바르 - 아베이드 아마니 카루메 국제공항

### 유럽

#### 동유럽
- 러시아
  - 모스크바 - 도모데도보 국제공항

### 아메리카

#### 카리브해
- 쿠바
  - 하바나 - 호세 마르티 국제공항